# Familiar to Millions (DVD)
Familiar to Millions è un DVD che contiene parte del concerto tenuto dalla band inglese Oasis al vecchio stadio di Wembley il 21 luglio 2000. Dal concerto è stato tratto anche l'album live Familiar to Millions.

## Contenuto
Il DVD è diviso in 5 parti e raccoglie tutti gli album e i singoli usciti sino a quel momento (luglio 2000). Per ogni album è presente la copertina e la tracklist, per i singoli viene mostrata la copertina e le b-sides.

### Album
- Definitely Maybe
- (What's the Story) Morning Glory?
- Be Here Now
- The Masterplan
- Standing on the Shoulder of Giants

### Singoli
da Definitely Maybe:
- Supersonic
- Shakermaker
- Live Forever
- Cigarettes & Alcohol
- Whatever (non presente in nessun album)

da (What's the Story) Morning Glory?:
- Some Might Say
- Roll With It
- Morning Glory
- Wonderwall
- Don't Look Back in Anger
- Champagne Supernova

da Be Here Now:
- D'you Know What I Mean?
- Stand By Me
- All Around the World
- Don't Go Away

da Standing on the Shoulder of Giants:
- Go Let It Out
- Who Feels Love
- Sunday Morning Call

### Extras
Presenta 4 sottomenu:
THE TAMBOURINE - selezionando questa voce, inizia il concerto della band, ma ogni tanto appare un tamburino; se si clicca sopra, partono alcuni documentari sulla preparazione del concerto, sul pubblico, ecc. (i documentari sono peraltro presenti in un'altra area del DVD, quindi è possibile vederli senza dover aspettare che compaia il tamburino durante il concerto)
THE VIEWS - è possibile seguire l'esecuzione di Cigarettes & Alcohol da 4 diverse angolazioni.
THE VISUALS - sono presenti alcuni dei video creati per il concerto e che appaiono nei maxischermi alle spalle della band durante il concerto:
- Go Let It Out
- Supersonic
- Rock 'n' Roll Star
- Live Forever. Quest'ultimo ha una particolarità: alcune frasi compongono sullo schermo il volto di John Lennon

THE DOCUMENTARY - sono i documentari a cui si può accedere anche dalla voce "THE TAMBOURINE":
- Soundcheck
- Show
- They Think It's All Over
- The Chat

## The Gig
È il concerto vero e proprio.

## The Setlist
È la tracklist del concerto, che sostanzialmente corrisponde a quella del CD omonimo (manca soltanto Helter Skelter, bonus track non registrata allo stadio Wembley). Da questo menu si può saltare direttamente ad una canzone in particolare o seguire tutto il concerto dall'inizio:
- Fuckin' in the Bushes
- Go Let It Out
- Who Feels Love?
- Supersonic
- Shakermaker
- Acquiesce
- Step Out
- Gas Panic!
- Roll with It
- Stand by Me
- Wonderwall
- Cigarettes & Alcohol'
- Don't Look Back in Anger
- Live Forever
- Hey Hey, My My
- Champagne Supernova
- Rock 'n' Roll Star
- Credits

## The Sound
Si può decidere se seguire il concerto in Stereo o in Dolby Sorround.

## Formazione
- Liam Gallagher - voce
- Noel Gallagher - chitarra e voce
- Gem Archer - chitarra
- Andy Bell - basso
- Alan White - batteria e percussione
- Zeb Jameson - tastiera